# Jugoslavenska vaterpolska prvenstva
| Godina | Država podrijetla* | Ime kluba       | Naslov po redu | Doprvak            |
| ------ | ------------------ | --------------- | -------------- | ------------------ |
| 1921.  | Srbija             | SSU Sombor      | 1              | HAŠK Zagreb        |
| 1922.  | Srbija             | SSU Sombor      | 2              | Baluni Split       |
| 1923.  | Hrvatska           | Baluni Split    | 1              | SSU Sombor         |
| 1924.  | Srbija             | SSU Sombor      | 3              | Viktorija Sušak    |
| 1925.  | Hrvatska           | Jug Dubrovnik   | 1              | Jadran Split       |
| 1926.  | Hrvatska           | Jug Dubrovnik   | 2              | GOŠK Dubrovnik     |
| 1927.  | Hrvatska           | Jug Dubrovnik   | 3              | Jadran Split       |
| 1928.  | Hrvatska           | Jug Dubrovnik   | 4              | SSU Sombor         |
| 1929.  | Hrvatska           | Jug Dubrovnik   | 5              | Jadran Split       |
| 1930.  | Hrvatska           | Jug Dubrovnik   | 6              | Jadran Split       |
| 1931.  | Hrvatska           | Jug Dubrovnik   | 7              | Jadran Split       |
| 1932.  | Hrvatska           | Jug Dubrovnik   | 8              | Jadran Split       |
| 1933.  | Hrvatska           | Jug Dubrovnik   | 9              | Viktorija Sušak    |
| 1934.  | Hrvatska           | Jug Dubrovnik   | 10             | Ilirija Ljubljana  |
| 1935.  | Hrvatska           | Jug Dubrovnik   | 11             | Jadran Herceg-Novi |
| 1936.  | Hrvatska           | Jug Dubrovnik   | 12             | Jadran Split       |
| 1937.  | Hrvatska           | Jug Dubrovnik   | 13             | Z.P.K. Zagreb      |
| 1938.  | Hrvatska           | Viktorija Sušak | 1              | Ilirija Ljubljana  |
| 1939.  | Hrvatska           | Jadran Split    | 21             | Jug Dubrovnik      |
| 1940.  | Hrvatska           | Jug Dubrovnik   | 14             | Viktorija Sušak    |

1VK Jadran Split je iznikao iz VK Balunâ. 

* po pripadnosti osamostaljenim državama danas

## Prvenstvo FNRJ/SFRJ
| Godina | Republika /pokrajina podrijetla | Ime kluba           | Naslov po redu | Doprvak                      |
| ------ | ------------------------------- | ------------------- | -------------- | ---------------------------- |
| 1945.1 | Hrvatska                        | NR Hrvatska         | 1              | Jugoslavenska narodna armija |
| 1946.  | Hrvatska                        | Jadran Split        | 3              | Jug Dubrovnik                |
| 1947.  | Hrvatska                        | Hajduk Split2       | 4              | Jug Dubrovnik                |
| 1948.  | Hrvatska                        | Hajduk Split2       | 5              | Jug Dubrovnik                |
| 1949.  | Hrvatska                        | Jug Dubrovnik       | 15             | Mladost Zagreb               |
| 1950.  | Hrvatska                        | Jug Dubrovnik       | 16             | Mornar Split                 |
| 1951.3 | Hrvatska                        | Jug Dubrovnik       | 17             | Mornar Split                 |
| 1952.  | Hrvatska                        | Mornar Split        | 1              | Jug Dubrovnik                |
| 1953.  | Hrvatska                        | Mornar Split        | 2              | Jug Dubrovnik                |
| 1954.  | Hrvatska                        | Jadran Split        | 6              | Jug Dubrovnik                |
| 1955.  | Hrvatska                        | Mornar Split        | 3              | Mladost Zagreb               |
| 1956.  | Hrvatska                        | Mornar Split        | 4              | Jadran Split                 |
| 1957.  | Hrvatska                        | Jadran Split        | 7              | Mornar Split                 |
| 1958.  | Crna Gora                       | Jadran Herceg-Novi  | 1              | Jadran Split                 |
| 1959.  | Crna Gora                       | Jadran Herceg-Novi  | 2              | Jadran Split                 |
| 1960.  | Hrvatska                        | Jadran Split        | 8              | Jadran Herceg-Novi           |
| 1961.  | Hrvatska                        | Mornar Split        | 5              | Jadran Herceg-Novi           |
| 1962.  | Hrvatska                        | Mladost Zagreb      | 1              | Partizan Beograd             |
| 1963.  | Srbija                          | Partizan Beograd    | 1              | Mladost Zagreb               |
| 1964.  | Srbija                          | Partizan Beograd    | 2              | Mladost Zagreb               |
| 1965.  | Srbija                          | Partizan Beograd    | 3              | Mladost Zagreb               |
| 1966.  | Srbija                          | Partizan Beograd    | 4              | Mladost Zagreb               |
| 1967.  | Hrvatska                        | Mladost Zagreb      | 2              | Partizan Beograd             |
| 1968.  | Srbija                          | Partizan Beograd    | 5              | Mladost Zagreb               |
| 1969.  | Hrvatska                        | Mladost Zagreb      | 3              | Partizan Beograd             |
| 1970.  | Srbija                          | Partizan Beograd    | 6              | Mladost Zagreb               |
| 1971.  | Hrvatska                        | Mladost Zagreb      | 4              | Partizan Beograd             |
| 1972.  | Srbija                          | Partizan Beograd    | 7              | Mladost Zagreb               |
| 1973.  | Srbija                          | Partizan Beograd    | 8              | Mladost Zagreb               |
| 1974.  | Srbija                          | Partizan Beograd    | 9              | Mladost Zagreb               |
| 1975.  | Srbija                          | Partizan Beograd    | 10             | Mladost Zagreb               |
| 1976.  | Srbija                          | Partizan Beograd    | 11             | Kotor                        |
| 1977.  | Srbija                          | Partizan Beograd    | 12             | Mladost Zagreb               |
| 1978.  | Srbija                          | Partizan Beograd    | 13             | KPK Korčula                  |
| 1979.  | Srbija                          | Partizan Beograd    | 14             | Primorje Rijeka              |
| 1980.  | Hrvatska                        | Jug Dubrovnik       | 18             | POŠK Split                   |
| 1981.  | Hrvatska                        | Jug Dubrovnik       | 19             | Partizan Beograd             |
| 1982.  | Hrvatska                        | Jug Dubrovnik       | 20             | POŠK Split                   |
| 1983.  | Hrvatska                        | Jug Dubrovnik       | 21             | Primorje Rijeka              |
| 1984.  | Srbija                          | Partizan Beograd    | 15             | Jug Dubrovnik                |
| 1985.  | Hrvatska                        | Jug Dubrovnik       | 22             | Partizan Beograd             |
| 1986.  | Crna Gora                       | Kotor               | 1              | POŠK Split                   |
| 1987.  | Srbija                          | Partizan Beograd    | 16             | Solaris Šibenik              |
| 1988.  | Srbija                          | Partizan Beograd    | 17             | Mladost Zagreb               |
| 1989.  | Hrvatska                        | Mladost Zagreb      | 5              | Partizan Beograd             |
| 1990.  | Hrvatska                        | Mladost Zagreb      | 6              | Partizan Beograd             |
| 1991.  | Hrvatska                        | Jadran Koteks Split | 9              | Mladost Zagreb               |

- 1Održano turnirski u Ljubljani. Nisu se natjecali klubovi, nego reprezentacije republika i JNA. Igrači dotad uvjerljivo najjače hrvatske momčadi dubrovačkog Juga nisu se natjecali kao dio NR Hrvatske, nego su bili postavljeni u reprezentaciji JNA: Luka Ciganović, Blago Barbieri, Ante Baica, Vinko Cvjetković, Marojica Miloslavić i Mladen Škero.[2]
- 2 Splitski Jadran neko je vrijeme nakon drugog svjetskog rata nastupao pod imenom Hajduk. Još su neki klubovi promijenili ime: Viktorija iz Sušaka postala je Primorje, ljubljanska Ilirija postala je Enotnost, dok je zagrebački ZPK postao Mladost.[2]
- 3 Pobijedio je Jug, uz 3 boda više od Mornara. Tri mjeseca poslije skupština plivačkog saveza Jugoslavije u Zagrebu poništila je utakmicu Jug - Mornar. Rezultat je bio 1:0. Razlog poništenja bilo je "jer je Jug zadržavao igru protiv pravila", no u ono vrijeme - nije bilo mjerenja napada! Tako je prvenstvo službeno završilo bez prvaka, dok ga Jug broji kao 17. naslov.[2]

Prvenstva su se od 1945. do 1953. godine igrala turnirskim sustavom, u dva turnira. Od 1954. prešlo se na ligaški sustav igranja prvenstva.

## Najuspješnije momčadi
| klub                           | država podrijetla* | naslova |
| ------------------------------ | ------------------ | ------- |
| Jug (Dubrovnik)                | Hrvatska           | 22 *3   |
| Partizan (Beograd)             | Srbija             | 17      |
| Jadran (Split)                 | Hrvatska           | 9*2     |
| Mladost (Zagreb)               | Hrvatska           | 6       |
| Mornar (Split)                 | Hrvatska           | 5       |
| Somborsko SU (Sombor)          | Srbija             | 3       |
| Jadran (Herceg-Novi)           | Crna Gora          | 2       |
| NR Hrvatska                    | Hrvatska           | 1       |
| Kotor                          | Crna Gora          | 1       |
| Viktorija (Sušak)              | Hrvatska           | 1       |
| Ukupno po državama sljednicama |                    |         |
| Hrvatska                       | Hrvatska           | 44      |
| Srbija                         | Srbija             | 20      |
| Crna Gora                      | Crna Gora          | 3       |

- 2 Jadranovih 7 naslova kao Jadran i 2 pod imenom Hajduk.
- 3 21 naslov po Plivačkom savezu Jugoslavije koji je ovaj naslov prvotno dodijelio Jugu. 22 je po Jugovoj evidenciji.